# Mycena maculata
Mycena maculata är en svampart som beskrevs av P. Karst. 1890. Enligt Catalogue of Life ingår Mycena maculata i släktet Mycena,  och familjen Mycenaceae, men enligt Dyntaxa är tillhörigheten istället släktet Mycena,  och familjen Favolaschiaceae. Arten är reproducerande i Sverige. Inga underarter finns listade i Catalogue of Life.

## Källor

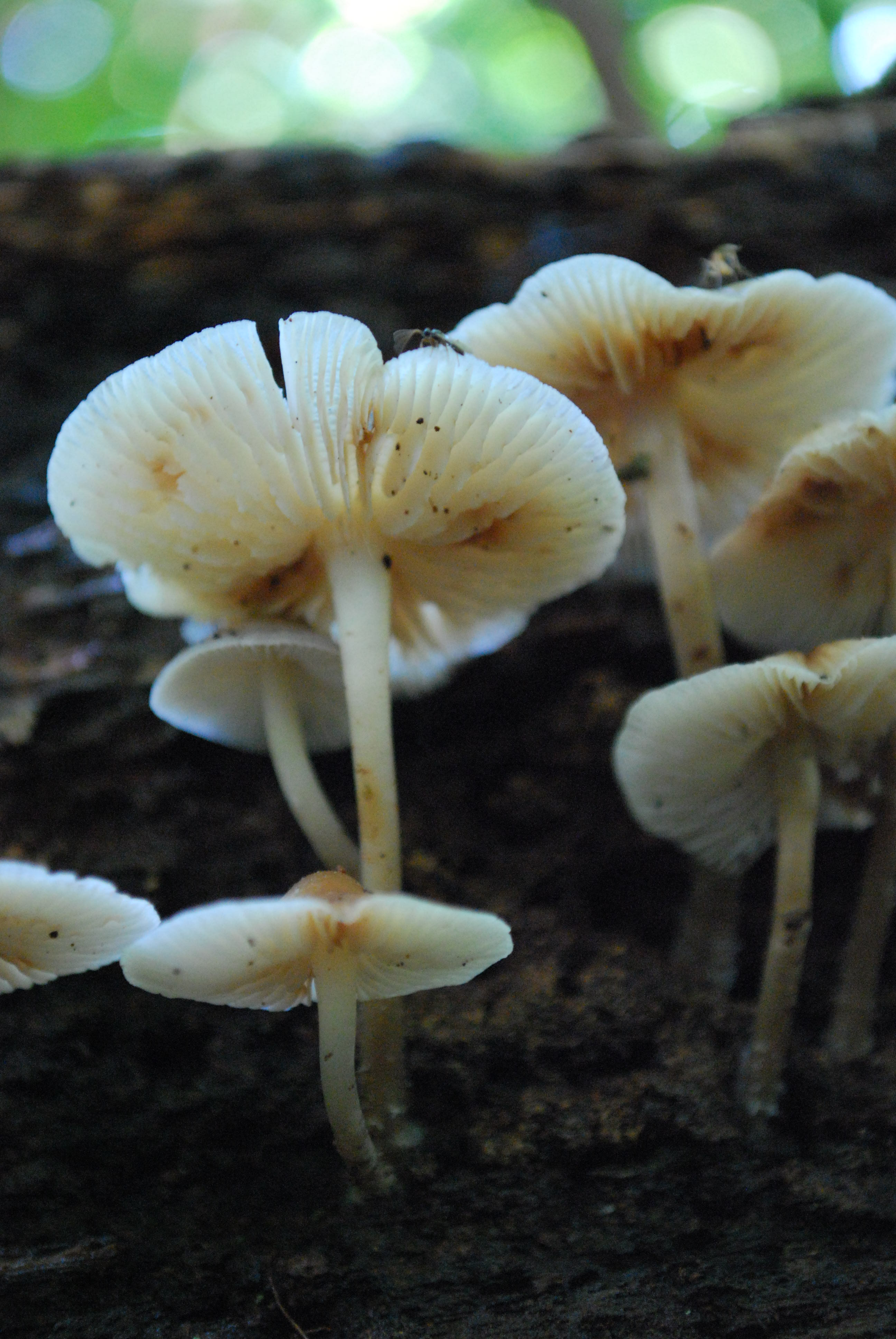